# Lipotriches erimae
Lipotriches erimae là một loài Hymenoptera trong họ Halictidae. Loài này được Friese mô tả khoa học năm 1909.